# Cneorum
- Commons
- Wikispecies

Cneorum L. é um género botânico pertencente à família Rutaceae.

## Sinônimos
- Neochamaelea (Engl.) Erdtman

## Espécies
O gênero é composto por três espécies:
- Cneorum pulverulentum
- Cneorum tricoccon
- Cneorum trimerum
- Lista das espécies

## Classificação do gênero
| Sistema | Classificação                     | Referência               |
| ------- | --------------------------------- | ------------------------ |
| Linné   | Classe Triandria, ordem Monogynia | Species plantarum (1753) |